# Paulo Casaca
Paulo Casaca (n. 2 iulie 1957, Lisabona, Portugalia) este un om politic portughez, membru al Parlamentului European în perioada 1999-2004 din partea Portugaliei.
1. ↑  Deputații în Parlamentul European